# 싸이아졸
싸이아졸(Thiazole)은 황과 질소를 함유하는 헤테로고리 화합물이다. 싸이아졸 그 자체는 창백한 노란색 액체이며 피리딘같은 냄새를 내며 분자식은 C3H3NS이다. 싸이아졸의 고리는 비타민 티아민(B1)의 한 성분으로 잘 알려져 있다.